# ال‌وای‌اف
ال‌وای‌اف (انگلیسی: LYF) شرکت الکترونیک هندی است، که در سال ۲۰۱۵ توسط موکش امبانی تأسیس شد.